# Lake Butler, Union County, Florida
Lake Butler är administrativ huvudort i Union County i den amerikanska delstaten Florida. Orten har fått sitt namn efter Robert Butler som företrädde USA i förhandlingarna om Östflorida med Spanien år 1822. År 1859 blev Lake Butler huvudort i New River County som 1861 bytte namn till Bradford County. Union County grundades 1921 och Lake Butler utsågs till huvudort i det nya countyt.

## Kända personer från Lake Butler
- Joe Hendricks, politiker